# جایزه جهانی لوریوس برای ورزشکار زن سال
جایزه جهانی ورزش لوریوس برای ورزشکار زن سال یک جایزه سالانه است که به افتخار دستاوردهای انفرادی ورزشکاران زن جهان به آنها اعطا می‌شود. این جایزه برای اولین بار در سال ۲۰۰۰ به عنوان یکی از هفت جایزه تشکیل دهنده که در طول جوایز لوریوس ارائه شد، اعطا شد. این جوایز توسط Laureus Sport for Good Foundation، یک سازمان جهانی که در بیش از ۱۵۰ پروژه خیریه از ۵۰۰۰۰۰ جوان حمایت می‌کند، اهدا می‌شود. اولین مراسم در ۲۵ مه ۲۰۰۰ در مونت‌کارلو برگزار شد و در آن نلسون ماندلا سخنرانی اصلی را انجام داد. از سال ۲۰۲۰، فهرست کوتاه شش نامزد دریافت‌کننده این جایزه توسط یک هیئت متشکل از "سردبیران، نویسندگان و پخش کنندگان برجسته ورزشی جهان" اعلام می‌شود. سپس آکادمی ورزش‌های جهانی لوریوس برنده‌ای را انتخاب می‌کند که در مراسم سالیانه جوایز که در نقاط مختلف جهان برگزار می‌شود، یک تندیس لوریوس، ساخته کارتیه به او اهدا می‌شود. این جوایز بسیار معتبر تلقی می‌شوند و اغلب به عنوان معادل ورزشی "اسکار" از آنها یاد می‌شود.
اولین برنده این جایزه، دونده آمریکایی ماریون جونز بود که در زمان اعطای جایزه، «دونده برتر جهان» در نظر گرفته شد. او بعداً اعتراف کرد که داروهای افزایش دهنده عملکرد مصرف کرده و به همراه سلب مدال المپیک از سوی کمیته بین‌المللی المپیک در سال ۲۰۰۷، جایزه و نامزدی‌های لوریوس (۲۰۰۱ و ۲۰۰۳) لغو شد. برنده ۲۰۲۳ جایزه جهانی ورزش لوریوس برای ورزشکار سال، دونده جامائیکایی شلی-آن فریزر-پرایس بود. زنان ورزشکار در دو و میدانی با ۸ برد و ۳۴ نامزدی (بدون درنظر گرفتن جونز) موفق‌ترین در مجموع هستند. ورزشکاران زن آمریکایی با ۱۰ برد و ۳۵ نامزدی بیشتر از هر کشور دیگری برنده جوایز و نامزدی‌ها شده‌اند.

## فهرست برندگان و نامزدها
| * | نشان‌دهنده فردی است که جایزه یا نامزدی وی بعداً لغو شد |

| سال  | تصویر             | برنده(ها)          | ملیت                | ورزش        | نامزدها |
| ---- | ----------------- | ------------------ | ------------------- | ----------- | --- |
| ۲۰۰۰ | Marion Jones      | ماریون جونز*       | ایالات متحده آمریکا | دو و میدانی | لیندسی داونپورت ( ایالات متحده آمریکا) – تنیس گابریلا سابو ( رومانی) – دو و میدانی |
| ۲۰۰۱ | Cathy Freeman     | کتی فریمن          | استرالیا            | دو و میدانی | اینخه ده بروین ( هلند) – شنا ماریون جونز* ( ایالات متحده آمریکا) – دو و میدانی · کاری وب ( استرالیا) – گلف ونوس ویلیامز ( ایالات متحده آمریکا) – تنیس                                                                                    |
| ۲۰۰۲ | Jennifer Capriati | جنیفر کاپریاتی     | ایالات متحده آمریکا | تنیس        | اینخه ده بروین ( هلند) – شنا استیسی دراگیلا ( ایالات متحده آمریکا) – دو و میدانی · آنیکا سورنستام ( سوئد) – گلف ونوس ویلیامز ( ایالات متحده آمریکا) – تنیس                                                                               |
| ۲۰۰۳ | Serena Williams   | سرنا ویلیامز       | ایالات متحده آمریکا | تنیس        | ماریون جونز* ( ایالات متحده آمریکا) – دو و میدانی یانیتسا کوستلیچ ( کرواسی) – اسکی آلپاین · پائولا رادکلیف ( بریتانیای کبیر) – دو و میدانی آنیکا سورنستام ( سوئد) – گلف                                                                  |
| ۲۰۰۴ | Annika Sorenstam  | آنیکا سورنستام     | سوئد                | گلف         | اینخه ده بروین ( هلند) – شنا ژوستین انه ( بلژیک) – گلف · ماریا موتولا ( موزامبیک) – دو و میدانی پائولا رادکلیف ( بریتانیای کبیر) – دو و میدانی · سرنا ویلیامز ( ایالات متحده آمریکا) – تنیس                                              |
| ۲۰۰۵ | Kelly Holmes      | کلی هولمس          | بریتانیای کبیر      | دو و میدانی | یلنا ایسینبایوا ( روسیه) – دو و میدانی کارولینا کلیفت ( سوئد) – دو و میدانی · ماریا شاراپووا ( روسیه) – تنیس آنیکا سورنستام ( سوئد) – گلف · لئونتین فان مورسل ( هلند) – دوچرخه‌سواری                                                      |
| ۲۰۰۶ |                   | یانیتسا کوستلیچ    | کرواسی              | اسکی آلپاین | کیم کلایسترس ( بلژیک) – تنیس تیرونش دیبابا ( اتیوپی) – دو و میدانی · یلنا ایسینبایوا ( روسیه) – دو و میدانی کارولینا کلیفت ( سوئد) – دو و میدانی · پائولا رادکلیف ( بریتانیای کبیر) – دو و میدانی آنیکا سورنستام ( سوئد) – گلف           |
| ۲۰۰۷ | Yelena Isinbayeva | یلنا ایسینبایوا    | روسیه               | دو و میدانی | ژوستین انه ( بلژیک) – تنیس کارولینا کلیفت ( سوئد) – دو و میدانی · لر مانودو ( فرانسه) – شنا آملی مورسمو ( فرانسه) – تنیس · ماریا شاراپووا ( روسیه) – تنیس                                                                                |
| ۲۰۰۸ | Justin Henin      | ژوستین انه         | بلژیک               | تنیس        | یلنا ایسینبایوا ( روسیه) – دو و میدانی کارولینا کلیفت ( سوئد) – دو و میدانی · لیبی تریکت ( استرالیا) – شنا مارتا ( برزیل) – فوتبال · لورنا اوچوا ( مکزیک) – گلف                                                                          |
| ۲۰۰۹ | Yelena Isinbayeva | یلنا ایسینبایوا    | روسیه               | دو و میدانی | تیرونش دیبابا ( اتیوپی) – دو و میدانی لورنا اوچوا ( مکزیک) – گلف · استفانی رایس ( استرالیا)– شنا لیندزی وان ( ایالات متحده آمریکا) – اسکی آلپاین · ونوس ویلیامز ( ایالات متحده آمریکا) – تنیس                                            |
| ۲۰۱۰ | Serena Williams   | سرنا ویلیامز       | ایالات متحده آمریکا | تنیس        | شلی-آن فریزر-پرایس ( جامائیکا) – دو و میدانی فدریکا پلگرینی ( ایتالیا) – شنا · سانیا ریچاردس-رس ( ایالات متحده آمریکا) – دو و میدانی بریتا اشتفن ( آلمان) – شنا · لیندزی وان ( ایالات متحده آمریکا) – اسکی آلپاین                        |
| ۲۰۱۱ | Lindsey Vonn      | لیندزی وان         | ایالات متحده آمریکا | اسکی آلپاین | کیم کلایسترس ( بلژیک) – تنیس جسیکا انیس-هیل ( بریتانیای کبیر) – دو و میدانی · بلانکا ولاشیچ ( کرواسی) – دو و میدانی سرنا ویلیامز ( ایالات متحده آمریکا) – تنیس · کارولین وزنیاکی ( دانمارک) – تنیس                                       |
| ۲۰۱۲ | Vivian Cheruiyot  | ویویان چرویوت      | کنیا                | دو و میدانی | کارملیتا جتر ( ایالات متحده آمریکا) – دو و میدانی ماریا هوفل-رایش ( آلمان) – اسکی آلپاین · ساوا همر ( ژاپن) – فوتبال پترا کویتووا ( جمهوری چک) – تنیس · یانی سنگ ( تایوان) – گلف                                                         |
| ۲۰۱۳ | Jessica Ennis     | جسیکا انیس-هیل     | بریتانیای کبیر      | دو و میدانی | آلیسون فلیکس ( ایالات متحده آمریکا) – دو و میدانی لیندزی وان ( ایالات متحده آمریکا) – اسکی آلپاین · میسی فرانکلین ( ایالات متحده آمریکا) – شنا سرنا ویلیامز ( ایالات متحده آمریکا) – تنیس · شلی-آن فریزر-پرایس ( جامائیکا) – دو و میدانی |
| ۲۰۱۴ | Missy Franklin    | میسی فرانکلین      | ایالات متحده آمریکا | شنا         | سرنا ویلیامز ( ایالات متحده آمریکا) – تنیس شلی-آن فریزر-پرایس ( جامائیکا) – دو و میدانی · یلنا ایسینبایوا ( روسیه) – دو و میدانی تینا مازه ( اسلوونی) – اسکی آلپاین · نادین آنگرر ( آلمان) – فوتبال                                      |
| ۲۰۱۵ | Genzebe Dibaba    | گنزبه دیبابا       | اتیوپی              | دو و میدانی | والری آدامز ( نیوزیلند) – دو و میدانی لی نا ( چین) – تنیس · تینا مازه ( اسلوونی) – اسکی آلپاین سرنا ویلیامز ( ایالات متحده آمریکا) – تنیس · ماریت بیورگن ( نروژ) – اسکی نوردیک                                                           |
| ۲۰۱۶ | Serena Williams   | سرنا ویلیامز       | ایالات متحده آمریکا | تنیس        | گنزبه دیبابا ( اتیوپی) – دو و میدانی آنا فایت ( اتریش) – اسکی آلپاین · شلی-آن فریزر-پرایس ( جامائیکا) – دو و میدانی کیتی لدکی ( ایالات متحده آمریکا) – شنا · کارلی لوید ( ایالات متحده آمریکا) – فوتبال                                  |
| ۲۰۱۷ | Simone Biles      | سیمون بایلز        | ایالات متحده آمریکا | ژیمناستیک   | آلیسون فلیکس ( ایالات متحده آمریکا) – دو و میدانی لورا ترات ( بریتانیای کبیر) – دوچرخه‌سواری · آنجلیک کربر ( آلمان) – تنیس کیتی لدکی ( ایالات متحده آمریکا) – شنا · الین تامپسون ( جامائیکا) – دو و میدانی                                |
| ۲۰۱۸ | Serena Williams   | سرنا ویلیامز       | ایالات متحده آمریکا | تنیس        | آلیسون فلیکس ( ایالات متحده آمریکا) – دو و میدانی کیتی لدکی ( ایالات متحده آمریکا) – شنا · گاربینیه موگوروسا ( اسپانیا) – تنیس کستر سمنیا ( آفریقای جنوبی) – دو و میدانی · میکائلا شیفرین ( ایالات متحده آمریکا) – اسکی آلپاین           |
| ۲۰۱۹ | Simone Biles      | سیمون بایلز        | ایالات متحده آمریکا | ژیمناستیک   | سیمونا هالپ ( رومانی) – تنیس آنجلیک کربر ( آلمان) – تنیس · استر لدتسکا ( جمهوری چک) – اسنوبردسواری دنیلا ریف ( سوئیس) – سه‌گانه · میکائلا شیفرین ( ایالات متحده آمریکا) – اسکی                                                            |
| ۲۰۲۰ | Simone Biles      | سیمون بایلز        | ایالات متحده آمریکا | ژیمناستیک   | آلیسون فلیکس ( ایالات متحده آمریکا) – دو و میدانی مگان رپینو ( ایالات متحده آمریکا) – فوتبال · میکائلا شیفرین ( ایالات متحده آمریکا) – اسکی آلپاین نائومی اوساکا ( ژاپن) – تنیس · شلی-آن فریزر-پرایس ( جامائیکا) – دو و میدانی           |
| ۲۰۲۱ | Naomi Osaka       | نائومی اوساکا      | ژاپن                | تنیس        | آنا فان در برخن ( هلند) – دوچرخه‌سواری فدریکا برنیون ( ایتالیا) – اسکی آلپاین · بریجید کوسگی ( کنیا) – دو و میدانی وندی رنار ( فرانسه) – فوتبال · بریانا استوارت ( ایالات متحده آمریکا) – بسکتبال                                         |
| ۲۰۲۲ |                   | الین تامپسون       | جامائیکا            | دو و میدانی | اشلی بارتی ( استرالیا) – تنیس آلیسون فلیکس ( ایالات متحده آمریکا) – دو و میدانی کیتی لدکی ( ایالات متحده آمریکا) – شنا اما مک‌کئون ( استرالیا) – شنا الکسیا پوتیاس ( اسپانیا) – فوتبال                                                    |
| ۲۰۲۳ |                   | شلی-آن فریزر-پرایس | جامائیکا            | دو و میدانی | ایگا شفیونتک ( لهستان) – تنیس سیدنی مک‌لافلین ( ایالات متحده آمریکا) – دو و میدانی کیتی لدکی ( ایالات متحده آمریکا) – شنا میکائلا شیفرین ( ایالات متحده آمریکا) – اسکی آلپاین الکسیا پوتیاس ( اسپانیا) – فوتبال                           |
| ۲۰۲۴ |                   | آیتانا بونماتی     | اسپانیا             | فوتبال      | شریکا جکسون ( جامائیکا) – دو و میدانی فیت کیپیگون ( کنیا) – دو و میدانی شاکری ریچاردسون ( ایالات متحده آمریکا) – دو و میدانی میکائلا شیفرین ( ایالات متحده آمریکا) – اسکی آلپاین ایگا شفیونتک ( لهستان) – تنیس                           |

## آمار
آمار تا سال ۲۰۲۲ ثبت شده‌است.
| * | آماری که شامل نتایج انفرادی که بعداً لغو شده نمی‌باشد. (نامزدی‌ها یا جایزه‌ها) |

| کشور                | برندگان | نامزدی‌ها |
| ------------------- | ------- | -------- |
| ایالات متحده آمریکا | ۱۰*     | ۳۵*      |
| روسیه               | ۲       | ۶        |
| جامائیکا            | ۲       | ۶        |
| بریتانیای کبیر      | ۲       | ۵        |
| سوئد                | ۱       | ۸        |
| استرالیا            | ۱       | ۵        |
| بلژیک               | ۱       | ۴        |
| اتیوپی              | ۱       | ۳        |
| کرواسی              | ۱       | ۲        |
| ژاپن                | ۱       | ۲        |
| کنیا                | ۱       | ۱        |
| آلمان               | ۰       | ۵        |
| هلند                | ۰       | ۵        |
| اسپانیا             | ۰       | ۳        |
| جمهوری چک           | ۰       | ۲        |
| ایتالیا             | ۰       | ۲        |
| مکزیک               | ۰       | ۲        |
| رومانی              | ۰       | ۲        |
| اسلوونی             | ۰       | ۲        |
| اتریش               | ۰       | ۱        |
| برزیل               | ۰       | ۱        |
| چین                 | ۰       | ۱        |
| دانمارک             | ۰       | ۱        |
| فرانسه              | ۰       | ۱        |
| موزامبیک            | ۰       | ۱        |
| نیوزیلند            | ۰       | ۱        |
| آفریقای جنوبی       | ۰       | ۱        |
| سوئیس               | ۰       | ۱        |
| تایوان              | ۰       | ۱        |
| لهستان              | ۰       | ۱        |

| ورزش         | برندگان | نامزدی‌ها |
| ------------ | ------- | -------- |
| دو و میدانی  | ۸*      | ۳۴*      |
| تنیس         | ۷       | ۲۷       |
| ژیمناستیک    | ۳       | ۰        |
| اسکی آلپاین  | ۲       | ۱۳       |
| شنا          | ۱       | ۱۵       |
| گلف          | ۱       | ۸        |
| فوتبال       | ۰       | ۸        |
| دوچرخه‌سواری  | ۰       | ۳        |
| بسکتبال      | ۰       | ۱        |
| اسکی نوردیک  | ۰       | ۱        |
| اسنوبردسواری | ۰       | ۱        |
| سه‌گانه       | ۰       | ۱        |

| نام                | بردها | نامزدی‌ها |
| ------------------ | ----- | -------- |
| سرنا ویلیامز       | ۴     | ۵        |
| سیمون بایلز        | ۳     | ۰        |
| یلنا ایسینبایوا    | ۲     | ۴        |
| شلی-آن فریزر-پرایس | ۱     | ۵        |
| آنیکا سورنستام     | ۱     | ۴        |
| لیندزی وان         | ۱     | ۳        |
| ژوستین انه         | ۱     | ۲        |
| یانیتسا کوستلیچ    | ۱     | ۱        |
| جسیکا انیس-هیل     | ۱     | ۱        |
| گنزبه دیبابا       | ۱     | ۱        |
| نائومی اوساکا      | ۱     | ۱        |
| میسی فرانکلین      | ۱     | ۱        |
| کتی فریمن          | ۱     | ۰        |
| جنیفر کاپریاتی     | ۱     | ۰        |
| کلی هولمس          | ۱     | ۰        |
| ویویان چرویوت      | ۱     | ۰        |
| آلیسون فلیکس       | ۰     | ۵        |
| کیتی لدکی          | ۰     | ۵        |
| کارولینا کلیفت     | ۰     | ۴        |
| میکائلا شیفرین     | ۰     | ۴        |
| ونوس ویلیامز       | ۰     | ۳        |
| اینخه ده بروین     | ۰     | ۳        |
| پائولا رادکلیف     | ۰     | ۳        |
| ماریا شاراپووا     | ۰     | ۲        |
| کیم کلایسترس       | ۰     | ۲        |
| تیرونش دیبابا      | ۰     | ۲        |
| لورنا اوچوا        | ۰     | ۲        |
| تینا مازه          | ۰     | ۲        |
| آنجلیک کربر        | ۰     | ۲        |
| الکسیا پوتیاس      | ۰     | ۲        |
| ایگا شفیونتک       | ۰     | ۱        |
| سیدنی مک‌لافلین     | ۰     | ۱        |